# Мар'янівська сільська рада (Михайлівський район)
| Мар'янівська сільська рада — колишній орган місцевого самоврядування у Михайлівському районі Запорізької області з адміністративним центром у с. Мар'янівка. Сільській раді підпорядковані населені пункти: - с. Мар'янівка - с. Миколаївка - с. Молодіжне - с. Новомиколаївка - с. Олександрівка - с. Підгірне - с. Солодке |

## Склад ради
Рада складалася з 12 депутатів та голови.

## Керівний склад сільської ради
| ПІБ                              | Основні відомості                                                 | Дата обрання | Дата звільнення |
| -------------------------------- | ----------------------------------------------------------------- | ------------ | --------------- |
| Гріховодов Володимир Миколайович | Сільський голова, 1955 року народження, освіта, безпартійний      | 26.03.2006   | 31.10.2010      |
| Гріховодов Володимир Миколайович | Сільський голова, 1955 року народження, освіта вища, безпартійний | 31.10.2010   |                 |

Примітка: таблиця складена за даними джерела